# Ґрудек-Жондови
Ґрудек-Жондови (пол. Gródek Rządowy) — село в Польщі, у гміні Обрите Пултуського повіту Мазовецького воєводства.
Населення — 481 особа (2011).
У 1975-1998 роках село належало до Остроленцького воєводства.

## Демографія
Демографічна структура станом на 31 березня 2011 року:
|          | Загалом | Допрацездатний вік | Працездатний вік | Постпрацездатний вік |
| -------- | ------- | ------------------ | ---------------- | -------------------- |
| Чоловіки | 245     | 41                 | 181              | 23                   |
| Жінки    | 236     | 51                 | 125              | 60                   |
| Разом    | 481     | 92                 | 306              | 83                   |